# 刘及辰
刘及辰（1905年—1991年），直隶宁河（今属天津）人，中华人民共和国经济学家、哲学家、社会活动家，九三学社中央委员会常务委员。